# Federico Craveri
Pour les articles homonymes, voir Craveri.
Federico Craveri est un géologue, naturaliste, explorateur et météorologue italien, né en 1815 à Turin et mort en 1890.

## Biographie
Federico Craveri étudie la chimie et la météorologie à l’université de Turin. 
De 1840 à 1859, il enseigne la chimie au Muséum national de Mexico. Il explore le pays pour y étudier la géologie, notamment de la cordillère. 
Lors de son retour en Italie, il s’arrête aux États-Unis pour y visiter des laboratoires. Au Mexique comme aux États-Unis, il récolte des spécimens d’histoire naturelle qu’il donne au Museo Regionale di Scienze Naturali di Torino (Musée d’histoire naturelle de Turin). De 1890 à sa mort, il enseigne à l’université de Turin.

## Invention

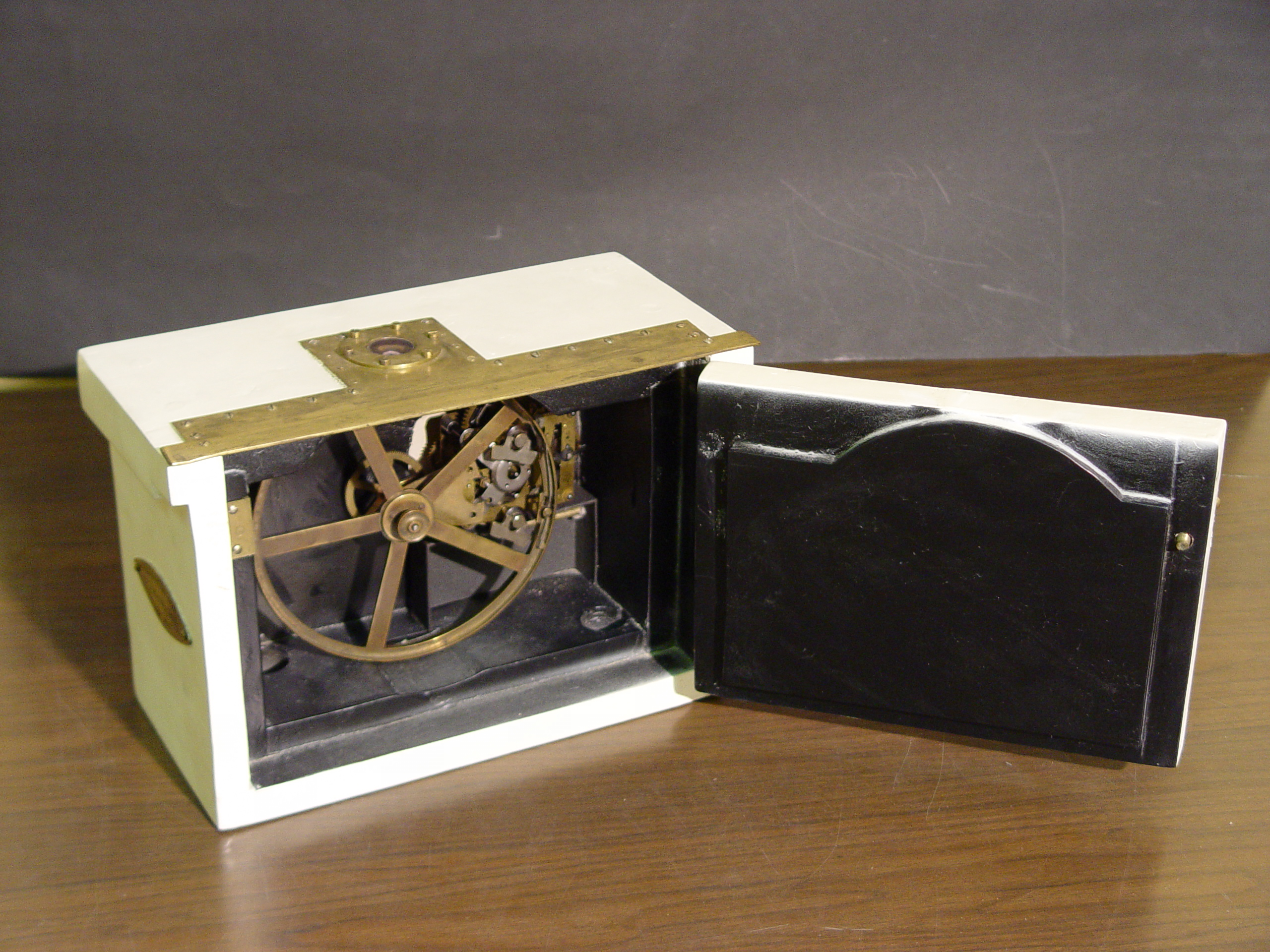
Héliophotomètre de Craveri (1873)

En 1873, il invente l'héliophotomètre, appareil destiné à mesurer l'intensité de la lumière envoyée par le soleil.